# 원인재로
원인재로(Woninjae-ro)는 인천광역시 연수구 동춘동 서면초교사거리에서 연수구 연수동 길마산사거리를 잇는 도로이다.
원인재로는 인천광역시 연수구의 행정기관 건물이 많은편의 도로이다. 인천광역시 송도동 측의 행정기관 건물을 제외하고 유관기관 건물이 상당수 원인재로 도로명주소를 사용하고 있다.

## 주요 경유지
인천광역시
- 연수구 (동춘동 . 연수동)

## 노선 경로
| 이름                  | 접속 노선                        | 경유지                | 경유지                | 비고                  |
| 먼우금로45번길과 직결 | 먼우금로45번길과 직결            | 먼우금로45번길과 직결 | 먼우금로45번길과 직결 | 먼우금로45번길과 직결 |
| --------------------- | -------------------------------- | --------------------- | --------------------- | --------------------- |
| 서면초교사거리        | 인천광역시도 제31호선 (먼우금로) | 연수구                | 동춘동                |                       |
| 소금밭사거리          | 인천광역시도 제2호선 (앵고개로)  | 연수구                | 동춘동                |                       |
| 연수구청사거리        | 인천광역시도 제6호선 (청능대로)  | 연수구                | 동춘동                |                       |
| 연희사거리            | 벚꽃로                           | 연수구                | 연수동                |                       |
| 솔안말사거리          | 인천광역시도 제10호선 (함박뫼로) | 연수구                | 연수동                |                       |
| 갈마산사거리          | 인천광역시도 제12호선 (비류대로) | 연수구                | 연수동                |                       |

## 사진

### 시설물 및 도로

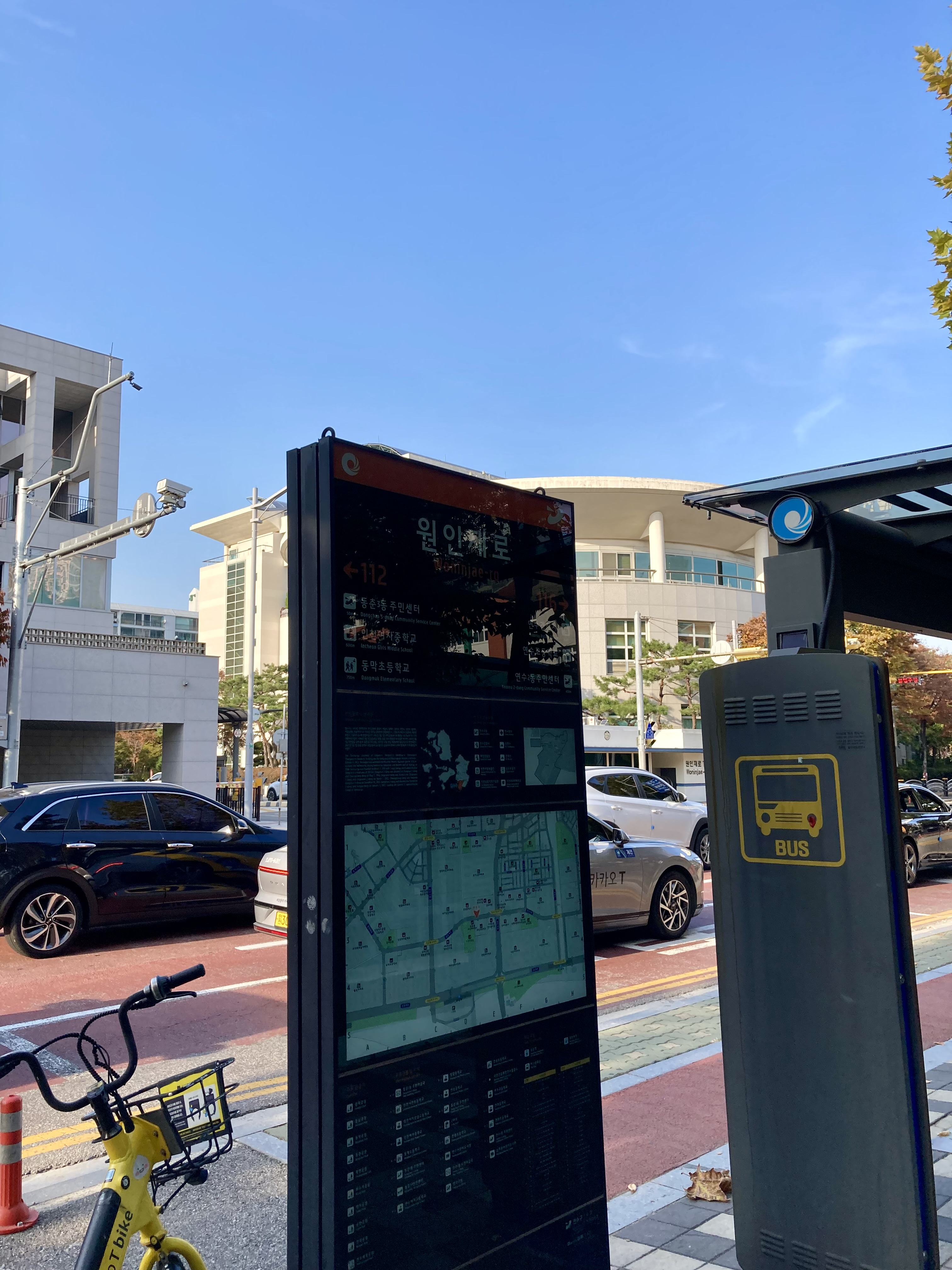
원인재로 표지판
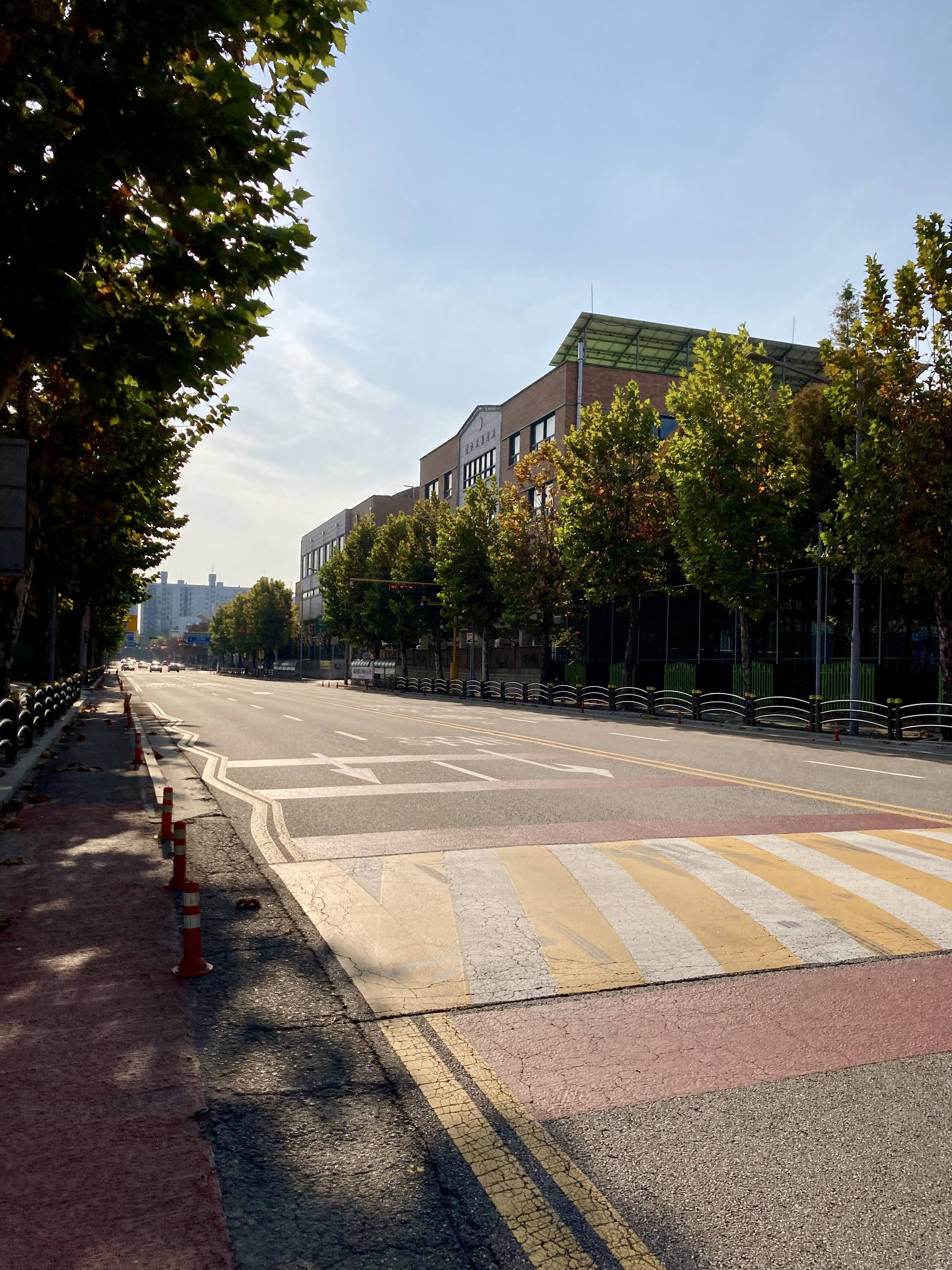
연수고등학교 앞 원인재로
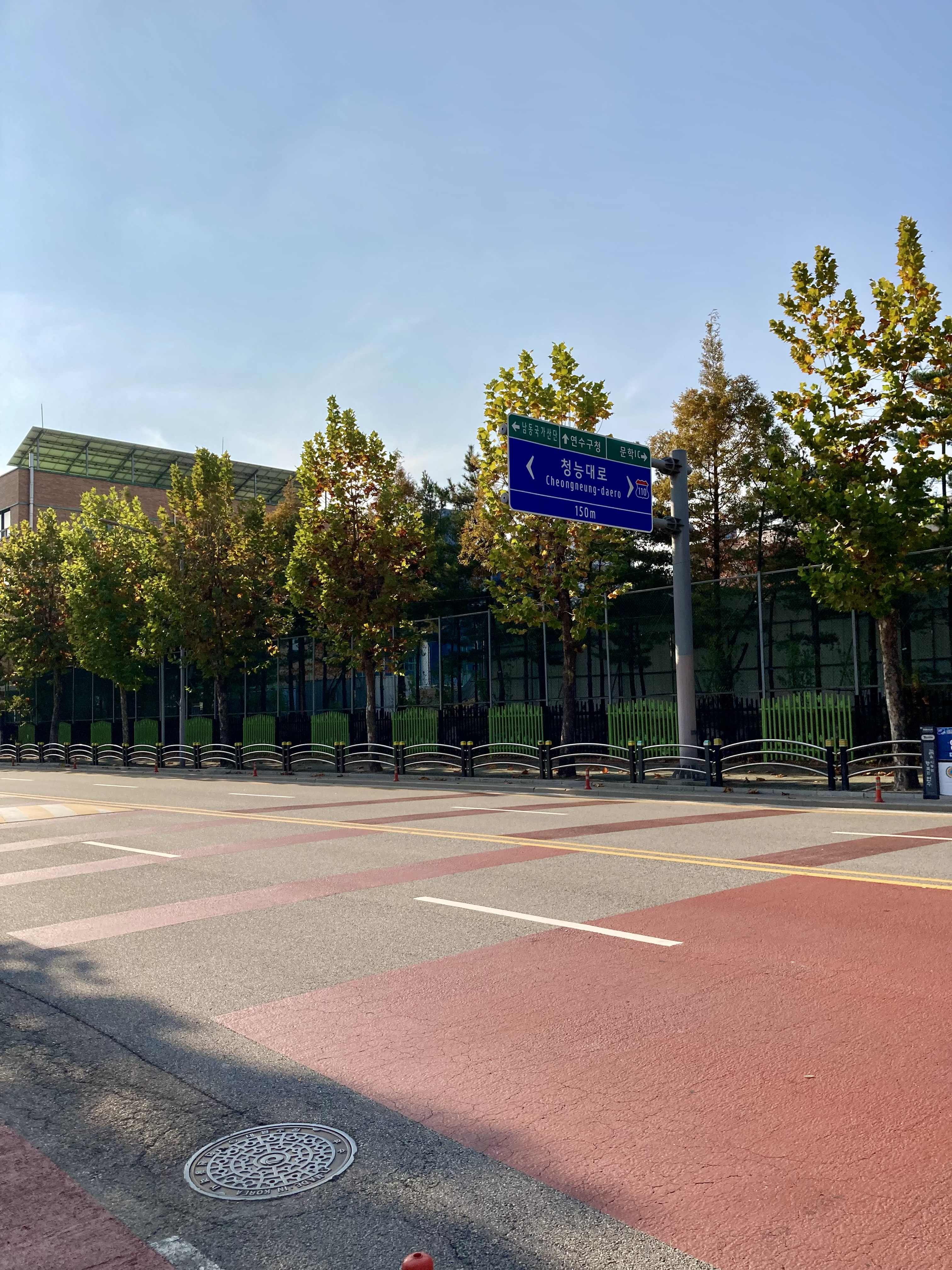
청능대로 교차 전 표지판
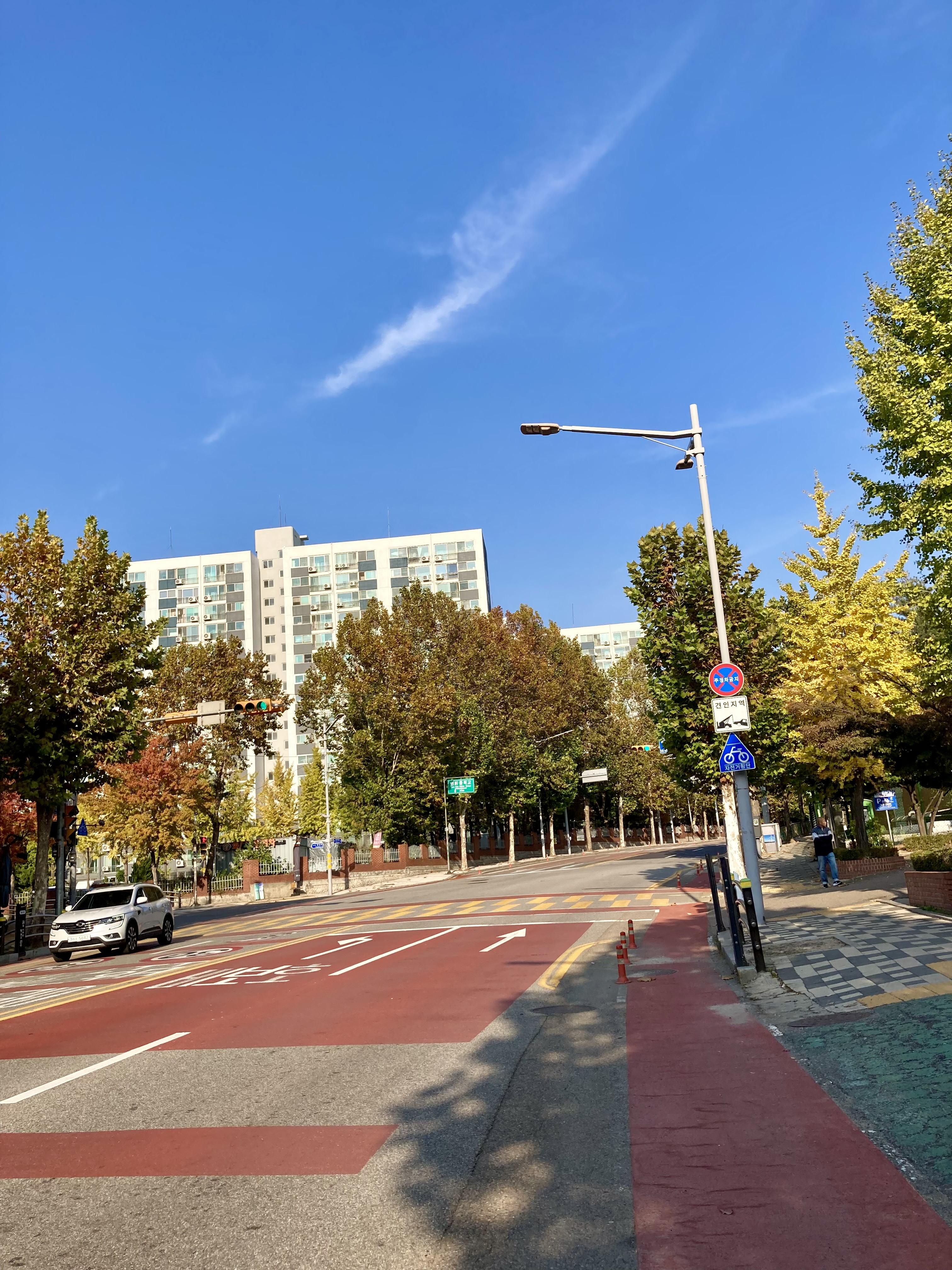
연수2동행정복지센터 앞 원인재로

### 주요시설

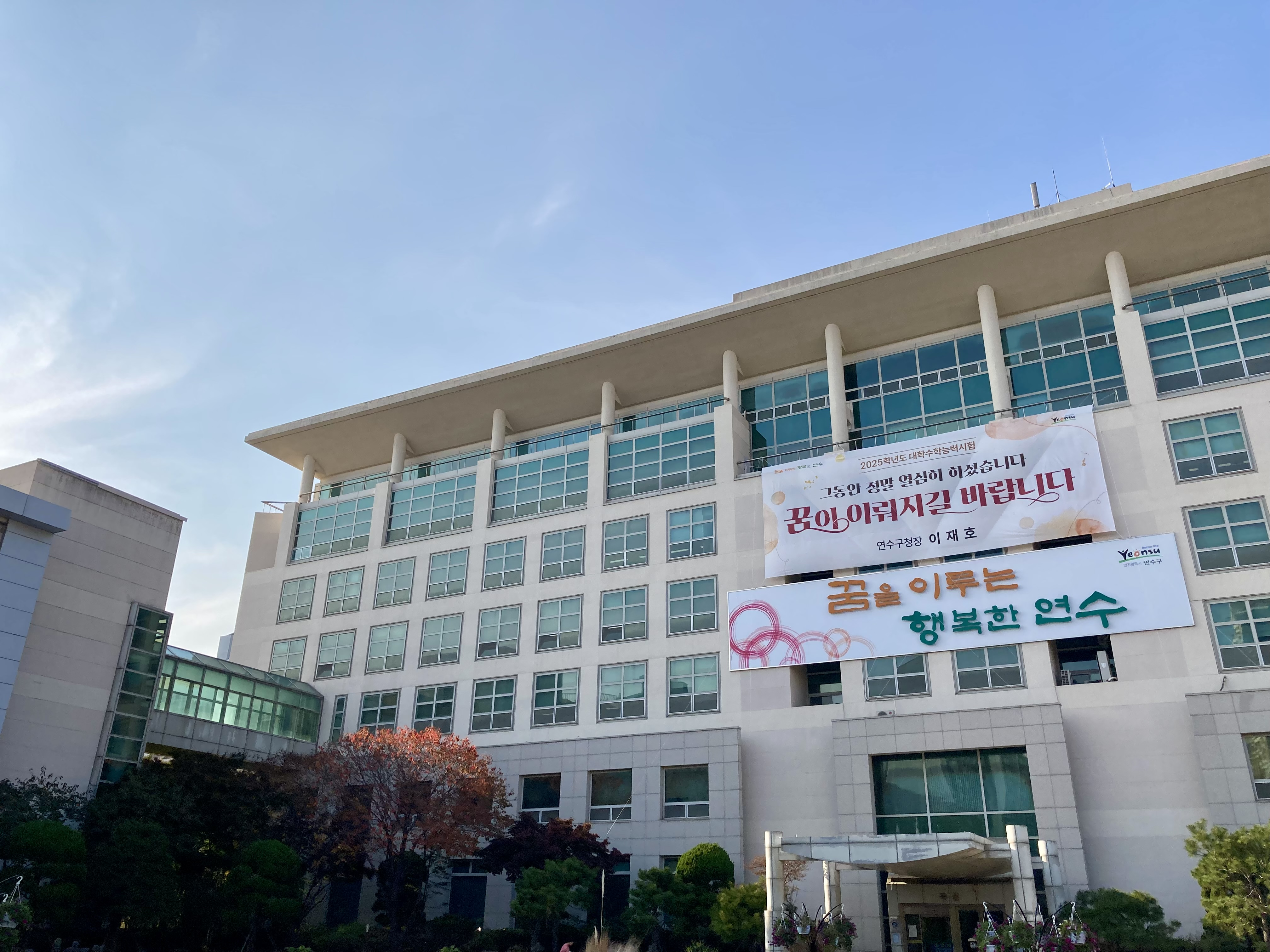
연수구청
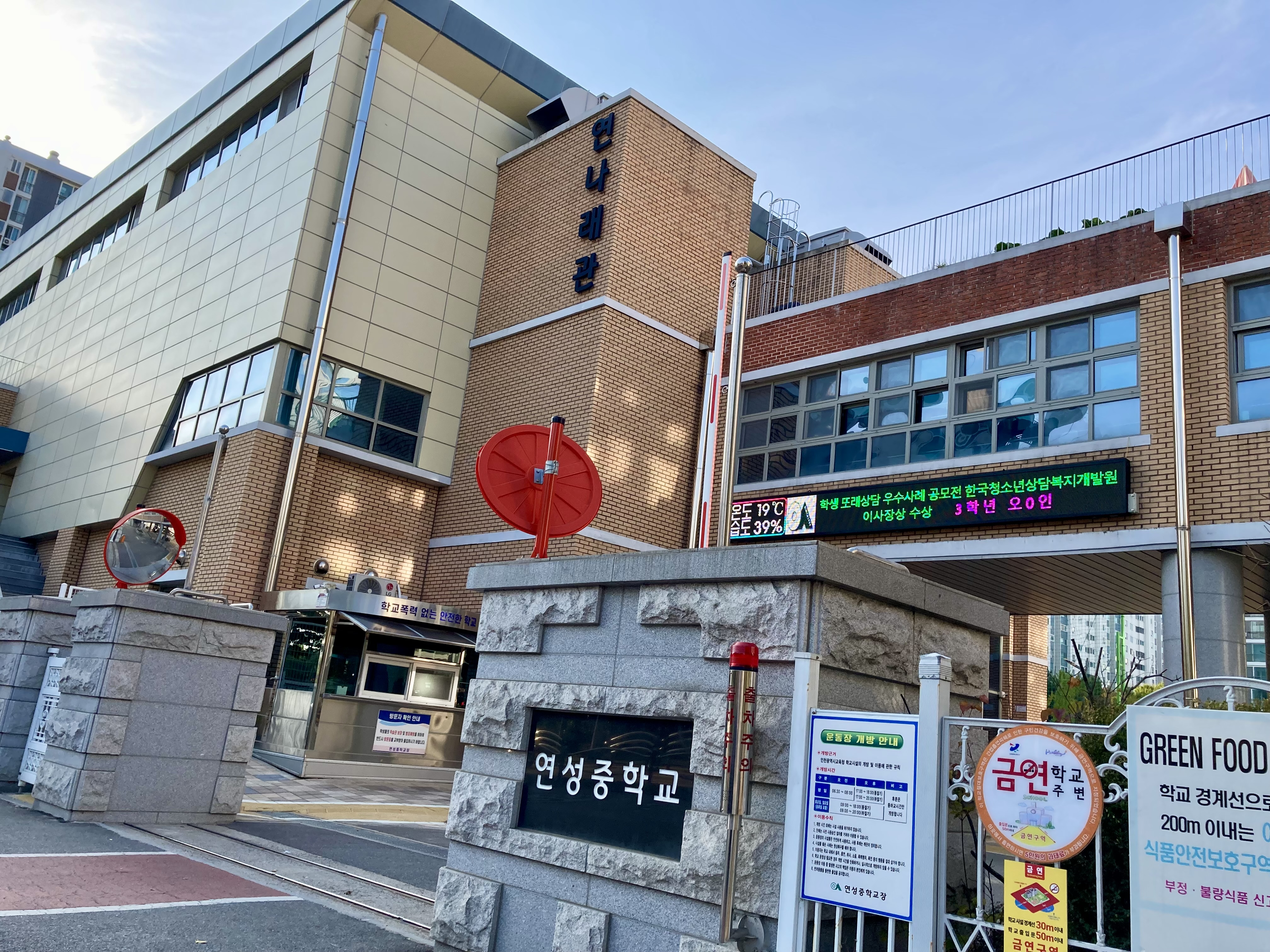
인천연성중학교
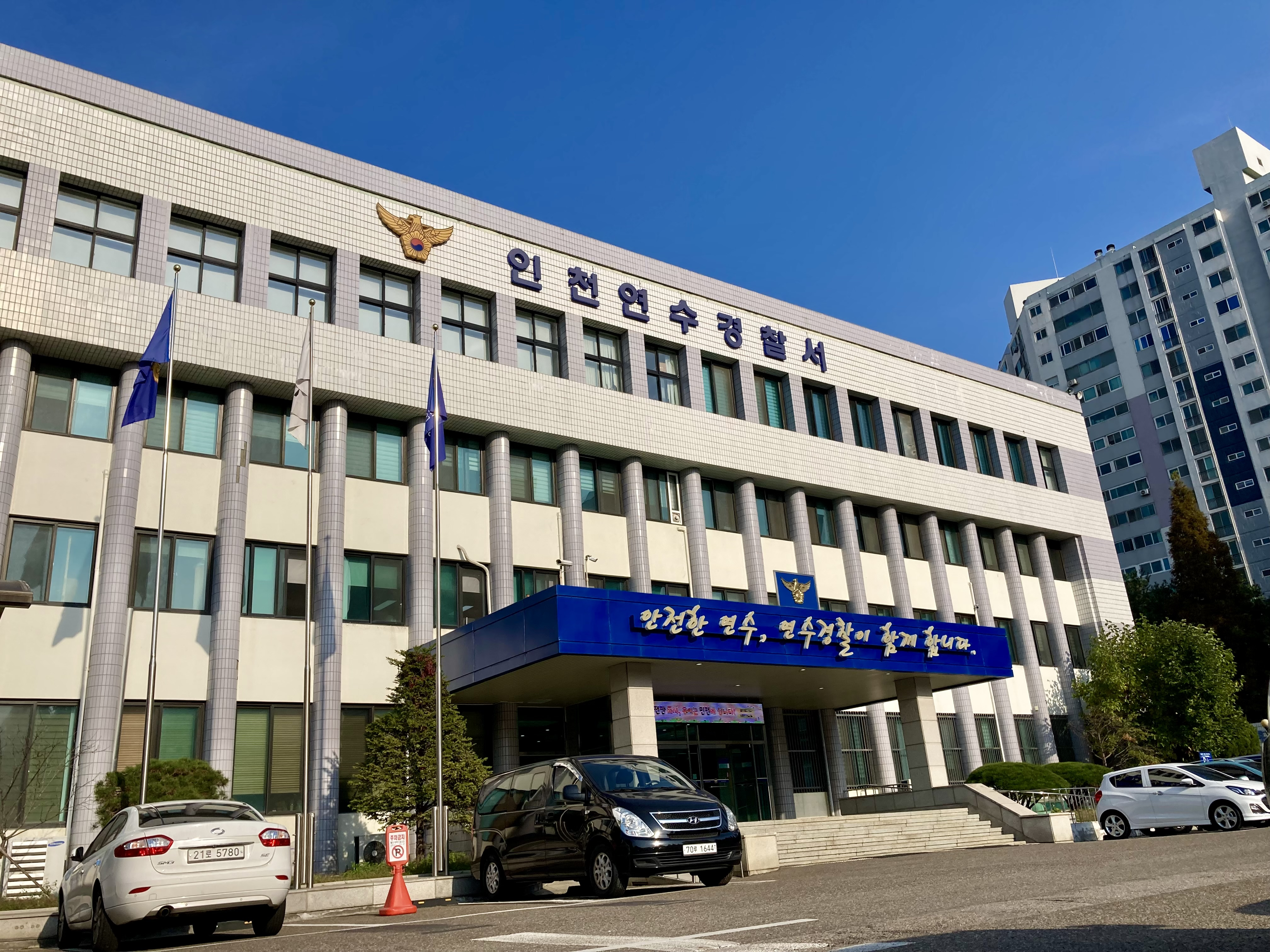
인천연수경찰서
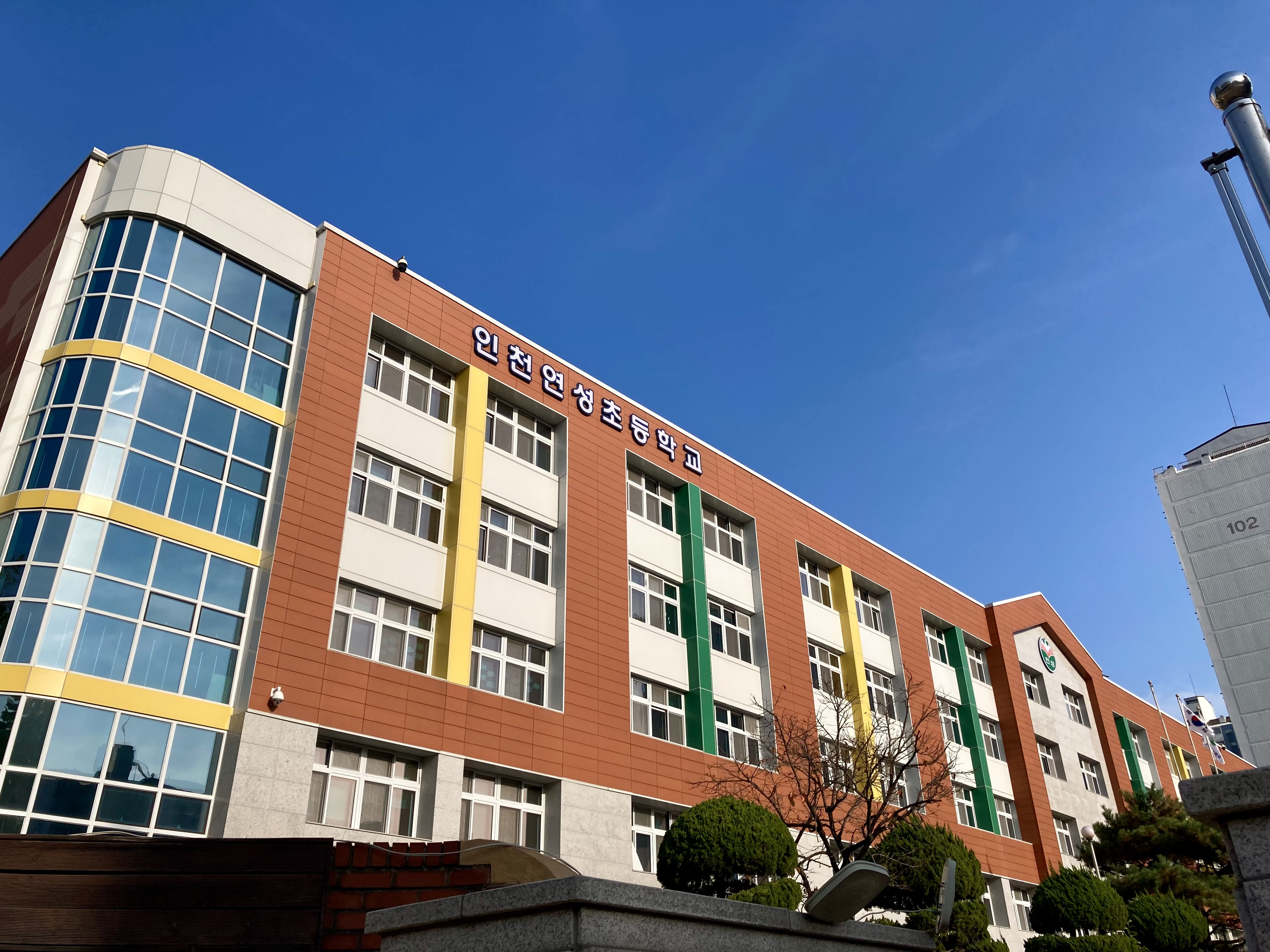
인천연성초등학교
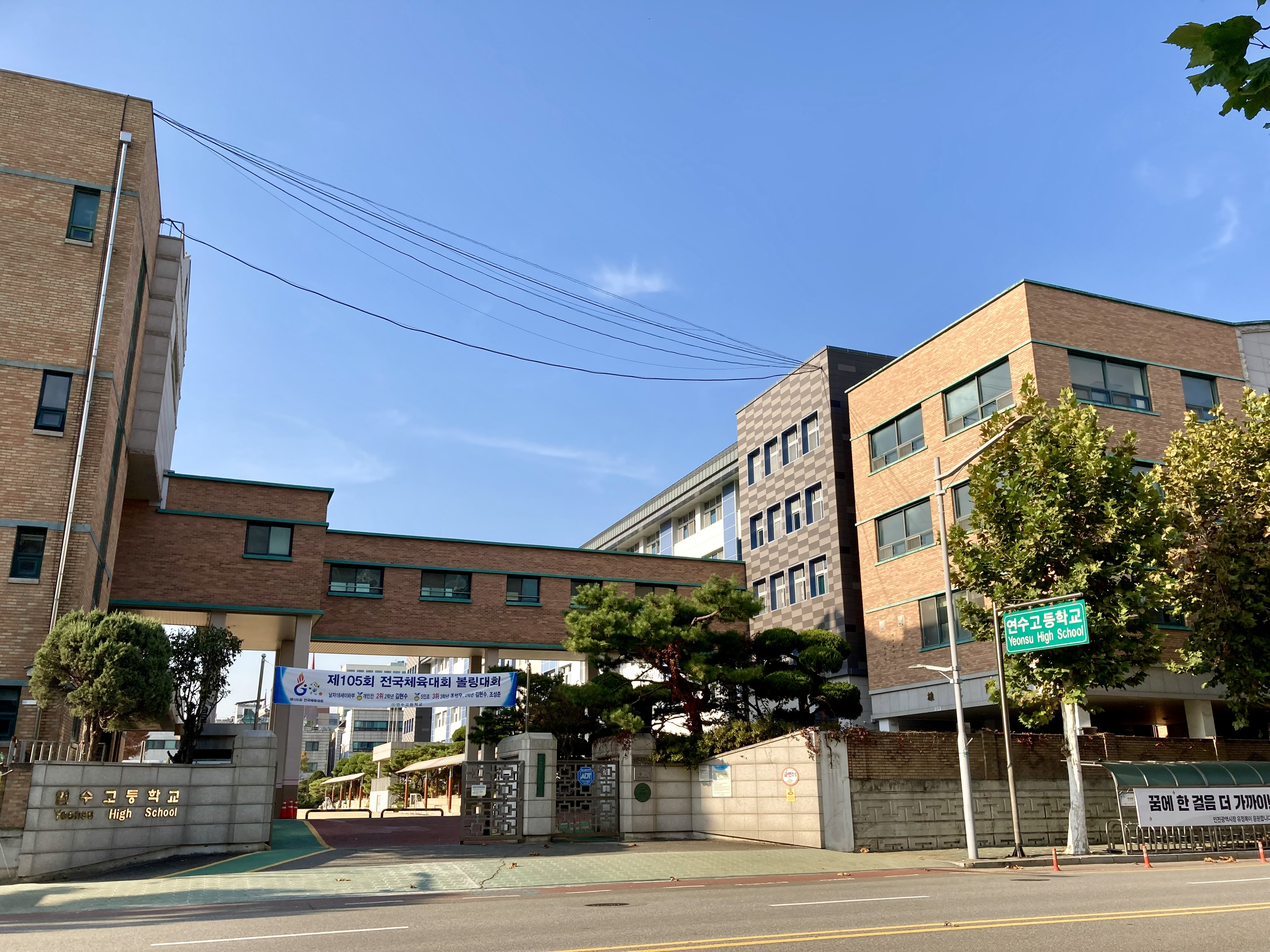
연수고등학교
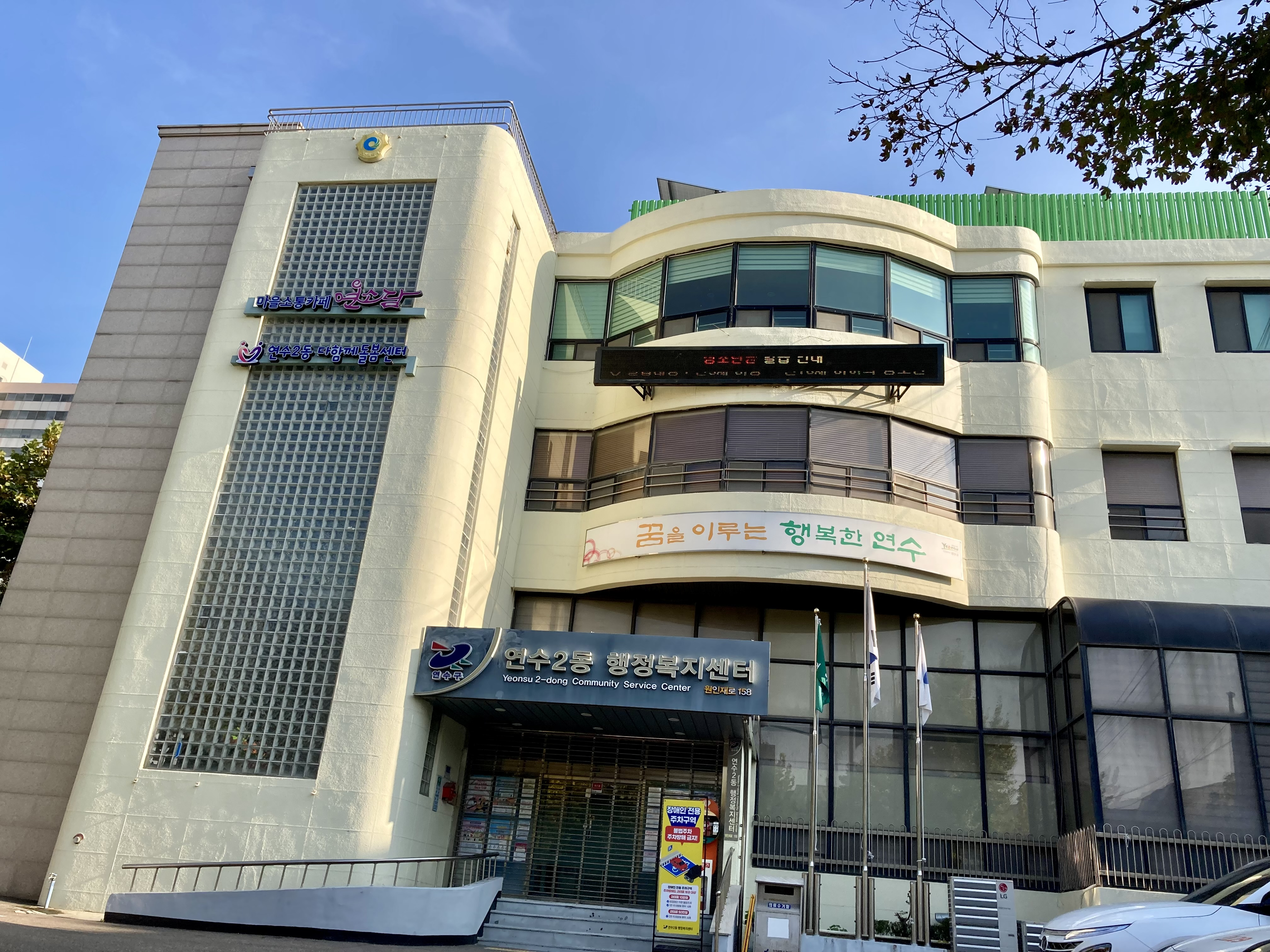
연수2동 행정복지센터
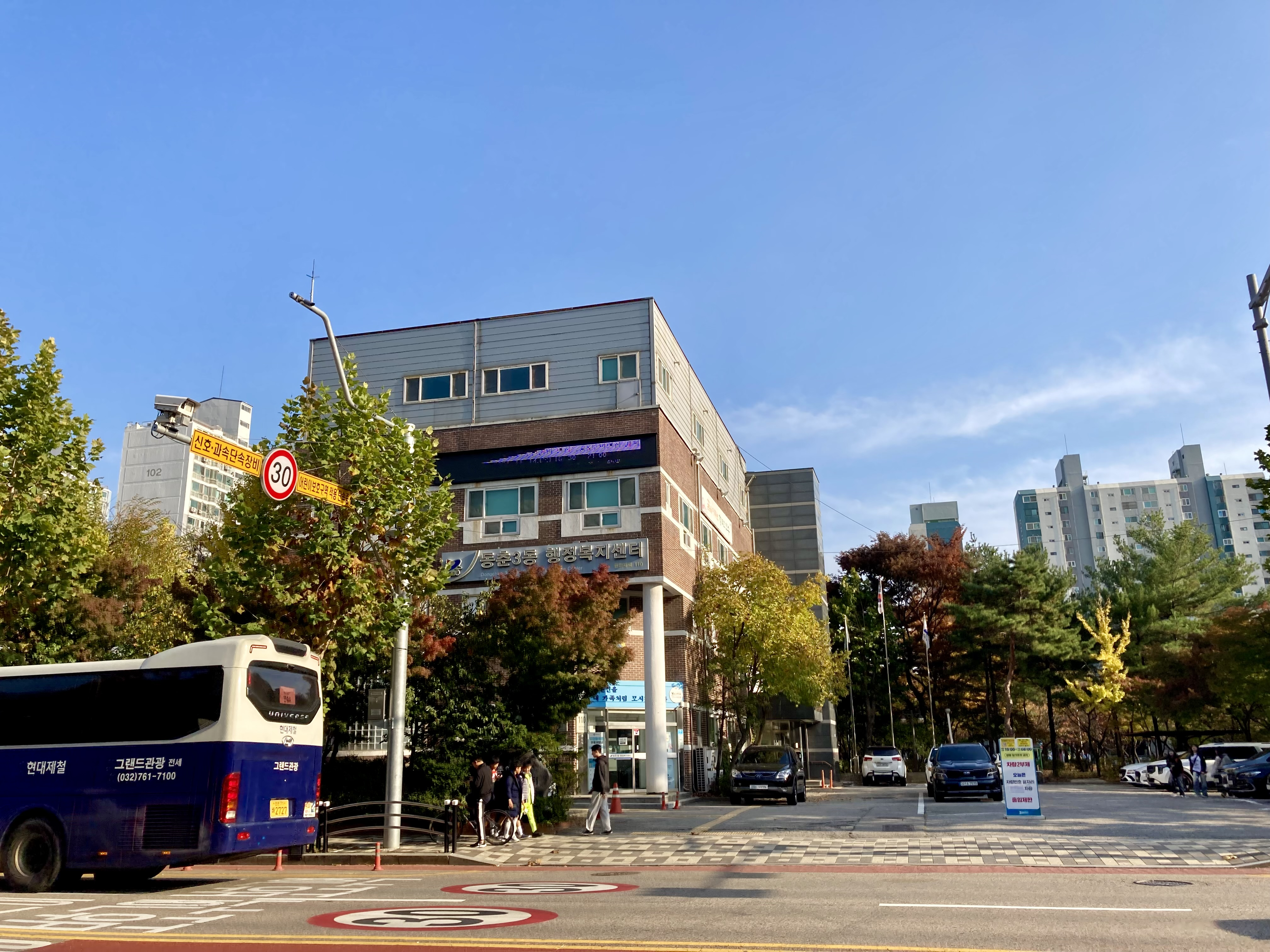
동춘3동 행정복지센터
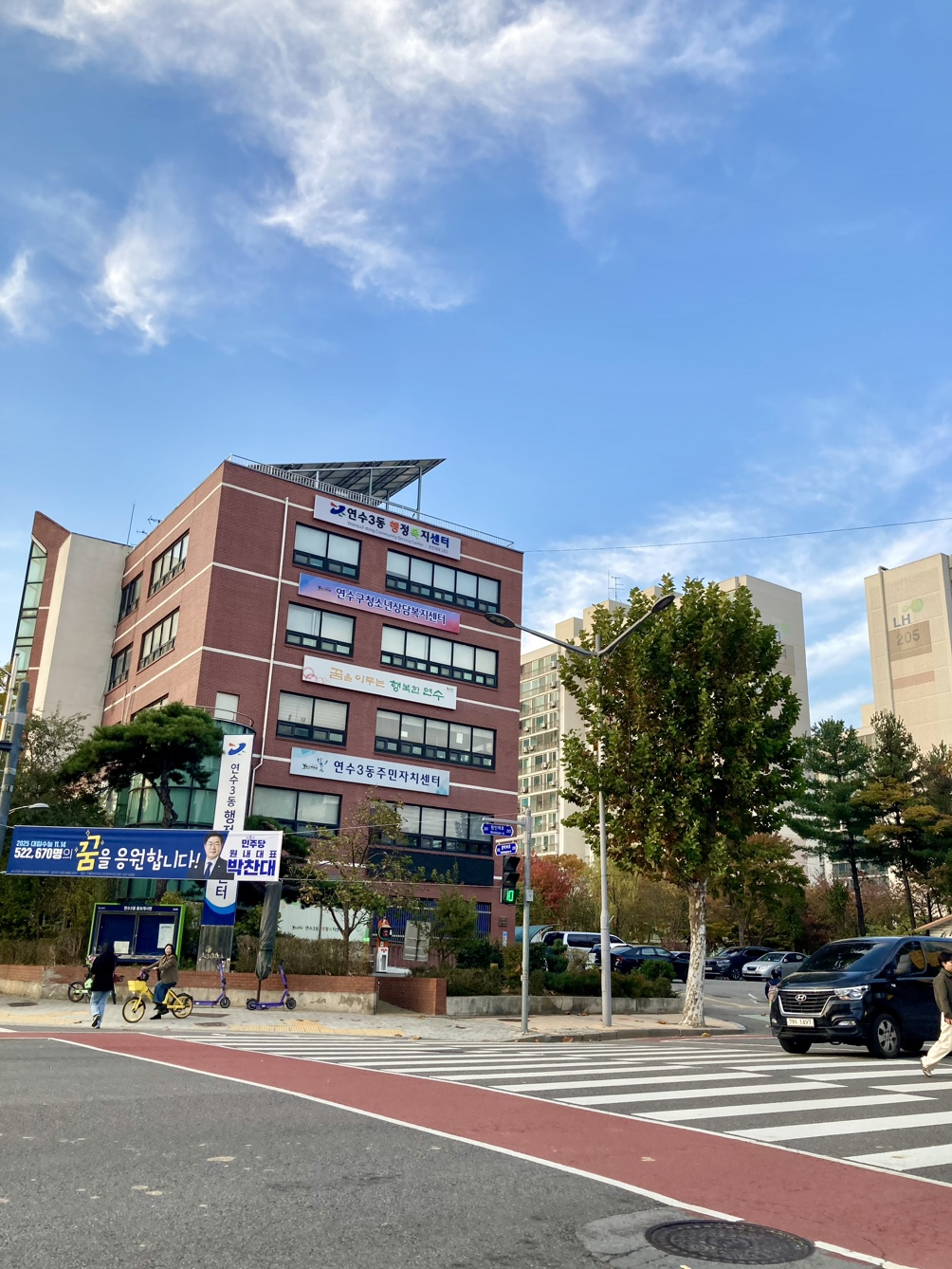
연수3동 행정복지센터

## 주요건물 및 시설
- 연수구청 (원인재로 115)
- 인천연성초등학교 (원인재로 116)
- 인천연성중학교 (원인재로 105)
- 인천연수경찰서 (원인재로 138)
- 인천연수고등학교 (원인재로 145)
- 연수2동행정복지센터 (원인재로 158)
- 연수3동행정복지센터 (원인재로 283)
- 동춘3동행정복지센터 (원인재로 110)
- 인천뷰티예술고등학교 (원인재로 21/동춘동 932-3)
- 인천동막초등학교 (원인재로 36/동춘2동 928-1)